# Stijn Schaars
Stefanus Johannes Schaars, dit Stijn Schaars, né le 11 janvier 1984 à Gendt aux Pays-Bas, est un ancien footballeur international néerlandais qui jouait en tant que milieu de terrain.

## Biographie

### En club
Il commence sa carrière professionnelle à Vitesse Arnhem et jouera son premier match professionnel le 9 mars 2003 contre FC Utrecht (défaite 4-1). Il quittera le club en 2005 pour l'AZ.
Le 16 juin 2011, il est transféré au club portugais du Sporting Clube du Portugal pour la somme de 850 000 € avec une durée de contrat de trois ans. Véritable plaque tournante du milieu de terrain, sa justesse technique en fait rapidement un élément indispensable. Aussi bien sous les commandes de Domingos Paciência que Ricardo Sá Pinto, Stijn Schaars fut le milieu de terrain inamovible de l'équipe. Ayant été acheté moins d'un million d'euros, Schaars est considéré pour beaucoup comme l'un des meilleurs coups du Sporting sur le marché des transferts.
Après avoir fait ses débuts sous les couleurs du Sporting lors de la première journée de championnat, le 13 août 2011, contre Olhanense, Schaars inscrit son premier but lors de la 5e journée sur la pelouse de Rio Ave dès la 2e minute, et curieusement, marque de nouveau lors de la journée suivante au Estádio José Alvalade XXI face au Vitória Setúbal, de nouveau dès la 2e minute du match. Son but le plus important fut marqué au match aller de la demi-finale de la Coupe du Portugal face au Nacional Madeira où il égalise d'un coup franc direct à la 96e minute du match (2-2), facilitant la tâche à son équipe en vue du match retour où le Sporting s'imposa 3 buts à 1.
Durant la saison 2011-2012, il est l'unique joueur évoluant au Portugal à avoir atteint la barre des 50 matchs officiels avec son club. Après cette première saison où Schaars enchaîne les matchs avec régularité et sans grand pépins physiques, il se blesse dès l'entame de la saison suivante. Le 28 août 2012, le département médical du Sporting indique qu'il sera indispensable durant 6 semaines.
Le 13 juillet 2013, il retourne aux Pays-Bas, en signant au PSV Eindhoven.

### En sélection
Son premier match en sélection nationale a lieu le 16 août 2006 lors d'une victoire 4 buts à 0 contre l'Irlande en amical. La même année, il remporte l'Euro 2006 avec les espoirs.
En mai 2010 il est retenu par le sélectionneur Bert van Marwijk afin de participer à la Coupe du monde 2010 en Afrique du Sud.
Le 26 mai 2012, le sélectionneur des Pays-Bas, Bert van Marwijk, dévoile sa liste finale de 23 joueurs de l'Euro 2012, avec la présence de Stijn Schaars.

## Palmarès

### Club
AZ
- Championnat des Pays-Bas
  - Vainqueur (1) : 2008-2009
- Supercoupe des Pays-Bas
  - Vainqueur (1) : 2009

 PSV Eindhoven
- Championnat des Pays-Bas
  - Vainqueur (2) : 2015 et 2016

### International
Pays-Bas
- Pays-Bas espoirs
  - Vainqueur : Championnat d'Europe espoirs 2006
- Pays-Bas
  - Finaliste : Coupe du monde 2010